# Philibert du Buysson de Douzon
Pour les articles homonymes, voir Buysson.
Denis-Michel-Philibert du Buysson, comte de Douzon, est un militaire et homme politique français, né à Étroussat (Allier) le 20 septembre 1736 et mort guillotiné à Lyon (Rhône) le 11 nivôse an II (31 décembre 1793).

## Biographie
Fils de François-Sénétaire du Buysson-Audier, 1er comte de Douzon, et de son épouse, Marguerite-Mayeule Alexandre de Beausson, Philibert du Buysson de Douzon embrassa la carrière des armes à l'âge de quinze en devenant mousquetaire dans la 2e compagnie du Roi. Entré parmi les dragons en 1753, il fit la guerre de Sept Ans et parvint jusqu'au grade de lieutenant-colonel du régiment d'Orléans.
Décoré de l'ordre de Saint-Louis et titulaire d'une pension du roi, il se retira du service en 1775, en obtenant la charge de commandant militaire de la ville de Moulins et devint brigadier des armées du roi en 1780.
En 1789, il fut élu député de la noblesse du Bourbonnais aux États généraux de 1789 mais, mécontent de la tournure des événements, il démissionna dès le mois de juillet 1789 et émigra en Suisse. Rentré en France au bout de quelques mois, il se retira dans son château de Poncenat, mais n'échappa pas à la proscription des aristocrates et des riches citoyens menée sous l'égide de Fouché, représentant en mission dans l'Allier.
Incarcéré dans son hôtel de Moulins, il fut transféré à Lyon avec trente-et-un notables bourbonnais, traduit devant la Commission militaire de Lyon, condamné à mort et guillotiné le 11 nivôse an II. 
Chef de la branche aînée de la famille du Buysson, le comte de Douzon était un des plus riches seigneurs du Bourbonnais, où il possédait notamment le château de Douzon, vendu en 1774, le château de Mont et la seigneurie de Montaigu-le-Blin.